# Modelo de Bertrand-Edgeworth
En microeconomía, el modelo de Bertrand-Edgeworth de fijación de precios en el oligopolio analiza lo que ocurre cuando hay un producto homogéneo (es decir, los consumidores quieren comprar al vendedor más barato) donde hay un límite a la producción de las empresas que son capaces y/o está dispuesto a vender a un precio determinado. Esto difiere del modelo de competencia a la Bertrand donde se supone que las empresas están dispuestas y son capaces de satisfacer toda la demanda. El límite de salida puede ser considerado como una limitación de capacidad física que es el mismo en todos los precios (como en Edgeworth trabajo 's), o que varían con el precio bajo otros supuestos.

## Historia
Joseph Louis François Bertrand (1822-1900) desarrolló el modelo de competencia de Bertrand. Este enfoque se basa en la suposición de que hay al menos dos empresas que producen un producto homogéneo con una constante (cero) costo marginal . Los consumidores compran al vendedor más barato. El equilibrio de Nash de este modelo es que todas las empresas (o por lo menos dos) fijan el precio igual al costo marginal (cero). El argumento es simple: si una empresa fija un precio por encima del costo marginal entonces luego otra empresa puede socavarla por una pequeña diferencia en el precio (a menudo llamada épsilon subvaloración, donde épsilon representa una cantidad arbitrariamente pequeña) para que el equilibrio es cero (esto a veces se llama el paradoja de Bertrand).
El enfoque Bertrand asume que las empresas están dispuestas y son capaces de suministrar toda la demanda: no hay límite a la cantidad que se puede producir o vender. Francis Ysidro Edgeworth considera el caso en el que hay un límite a lo que las empresas pueden vender (una restricción de la capacidad): demostró que si hay un límite para lo que las empresas pueden vender, entonces es posible que no exista  equilibrio de Nash en estrategias puras (esto a veces se llama la paradoja de Edgeworth)
Martin Shubik desarrolló el modelo de Bertrand-Edgeworth para permitir a la empresa a estar dispuesta a suministrar solo hasta que su producción de la maximización de beneficios al precio que estableció (en la maximización del beneficio que esto ocurre cuando el costo marginal es igual al precio). A su juicio, en el caso de los costos estrictamente convexos, donde el costo marginal está aumentando conforme aumenta la producción. Shubik demostró que si existe un equilibrio de Nash, que debe ser el precio de competencia perfecta (donde la demanda es igual a la oferta, y todas las empresas fijan precio igual al coste marginal). Sin embargo, esto solo puede suceder si la demanda del mercado es infinitamente elástica (horizontal) en el precio competitivo. En general, como en la paredoja de Edgeworth, no existirá equilibrio de Nash en estrategias puras. Huw Dixon mostró que, en general, un equilibrio de Nash en estrategias mixta existirá cuando hay costos convexos. La prueba de Dixon utiliza el teorema de la existencia de Partha Dasgupta y Eric Maskin.